# Karrapur
Karrapur là một thị trấn thống kê (census town) của quận Sagar thuộc bang Madhya Pradesh, Ấn Độ.

## Địa lý
Karrapur có vị trí 23°57′B 78°51′Đ / 23,95°B 78,85°Đ Nó có độ cao trung bình là 497 mét (1630 feet).

## Nhân khẩu
Theo điều tra dân số năm 2001 của Ấn Độ, Karrapur có dân số 9285 người. Phái nam chiếm 53% tổng số dân và phái nữ chiếm 47%. Karrapur có tỷ lệ 61% biết đọc biết viết, cao hơn tỷ lệ trung bình toàn quốc là 59,5%: tỷ lệ cho phái nam là 72%, và tỷ lệ cho phái nữ là 48%. Tại Karrapur, 18% dân số nhỏ hơn 6 tuổi.